# Łowczyce (rejon gródecki)
Łowczyce lub Łówczyce (ukr.  Лівчиці, Liwczyci) – wieś na Ukrainie, w obwodzie lwowskim, w rejonie lwowskim (wczesniej w rejonie gródeckim). W 2016 miejscowość liczyła ok. 400 mieszkańców.